# Petrus Moors
Petrus Joannes Antonius Moors (Tungelroy, 25 augustus 1906 – Oirlo, 16 september 1980) was een Nederlandse bisschop.
Moors was bisschop van het bisdom Roermond ten tijde van het Tweede Vaticaans Concilie; hij was de eenentwintigste bisschop van Roermond (de zevende sinds het herstel van de bisschoppelijke hiërarchie in 1853), opvolger van de jong overleden bisschop Antonius Hanssen. 

## Jeugd en opleiding
Moors was de oudste in een gezin van zes zoons. Vier van hen werden priester. Een van hen, Theo, werd net als hij bisschop en wel van Manado, Indonesië.
Petrus Moors studeerde aan het gymnasium te Weert en studeerde later filosofie te Rolduc en theologie aan het grootseminarie in Roermond.

## Kerkelijke loopbaan

### Priester
Petrus Moors werd priester gewijd door bisschop Laurentius Schrijnen in Roermond op 5 april 1930. Hij werd docent (onder andere handelswetenschappen) benoemd van het Bisschoppelijk College te Weert, waar hij in 1942 directeur werd. In 1957 werd hij door monseigneur Lemmens tot president benoemd van het kleinseminarie te Rolduc. Hij bleef dit tot aan zijn bisschopsbenoeming.

### Bisschop
Op 26 januari 1959 werd hij door paus Johannes XXIII tot bisschop benoemd, en op 17 maart werd hij bisschop gewijd door kardinaal Alfrink. Als wapenspreuk koos hij: Caritas ex Deo (I Joh. 4:7, "De liefde is uit God"). 
Monseigneur Moors stond in 1966 aan de wieg van de Hogeschool voor Theologie en Pastoraat te Heerlen (HTP; later als universiteit: UTP). Toen het Roermondse grootseminarie in 1968 werd opgeheven, ging dit op in deze hogeschool.
Hij bleef bisschop tot hem op 30 december 1970 ontslag werd verleend wegens gezondheidsredenen. Daarna werd hij tot titulair bisschop van Maastricht benoemd; de zetel was sinds de dagen van bisschop Lambertus († 705) vacant en raakte in vergetelheid. Moors bleef tot 1972 als apostolisch administrator verbonden aan het bisdom Roermond, tot de benoeming van Joannes Gijsen als bisschop. Moors trok zich terug, en van 1972 tot 1977 was hij nog pastoor van Geijsteren, de kleinste parochie. In 1977 ging hij met emeritaat en vestigde zich in Swolgen. Hij overleed te Oirlo, plotseling, op weg naar een begrafenis, op 16 september 1980.
Moors was lange tijd de enige bisschop van Roermond sinds het Herstel van de bisschoppelijke hiërarchie in Nederland, die niet is bijgezet in de Bisschopskapel op Begraafplaats Nabij de Kapel in ‘t Zand in Roermond.

### Seksueel misbruik
- Moors wist van een veroordeling wegens seksueel misbruik van een priester, maar benoemde hem toch tot kapelaan in Broekhem-Valkenburg. De kapelaan vergreep zich ook daar aan jongens. Desondanks werd de priester benoemd in Hulsberg en in Venlo. De kapelaan ging opnieuw in de fout.[1]
- Moors ondernam niets tegen een kapelaan die kinderen misbruikte. In 1961 verkrachtte deze in Heerlen een meisje. Ondanks de kennis die het bisdom had, bleef de man tot 1982 actief als pastoor.[1]
- Moors plaatste een kapelaan, die in Maastricht kinderen misbruikt had, in 1969 over naar Thorn, waar het opnieuw fout ging.[1]
- Een docent van het seminarie Rolduc vergreep zich aan jongens.  Moors bevorderde hem tot pastoor.[1]